# ポピュラーエレクトロニクス
『ポピュラーエレクトロニクス』(Popular Electronics)は、アメリカ合衆国で発刊されている、電子工学を中心とした通俗技術誌である。現在は、ジョン・オーガスト・メディア社から発行されている。
1954年10月にZiff Davis社が電子工作のホビイストや実験家のために創刊した。すぐに「世界で最も売れている電子工学雑誌」となった。1957年4月のZiff Davis社の報告によれば、平均発行部数は240,151部だった。『ポピュラーエレクトロニクス』は1982年10月まで発行され、1982年11月に後継誌の『コンピュータ&エレクトロニクス』(Computers & Electronics)が創刊された。『コンピュータ&エレクトロニクス』誌の最後の年の月平均発行部数は409,344部だった。『ポピュラーエレクトロニクス』というタイトルはガーンズバック出版社に売却され、同社の『ハンズオン・エレクトロニクス』誌が1989年2月に『ポピュラーエレクトロニクス』に改名され、1999年12月まで発行された。『ポピュラーエレクトロニクス』の商標はその後、ジョン・オーガスト・メディア社によって取得され、同社はこの雑誌を復活させた。この雑誌のデジタル版は、姉妹誌である『メカニクス・イラストレーテッド』や『ポピュラーアストロノミー』とともに、TechnicaCuriosa.comで提供されている。
『ポピュラーエレクトロニクス』誌の表紙記事では、多くの新製品や新会社が紹介された。その中でも最も有名な1975年1月号では、Altair 8800コンピュータが表紙を飾り、パーソナルコンピュータ革命の火付け役となった。ポール・アレンがその号をビル・ゲイツに見せたことがきっかけで、彼らはAltair用のBASICインタプリタを書き、マイクロソフトを立ち上げた。

## 創刊
『ラジオ&TVニュース』誌は専門家向けの雑誌だったが、同誌の編集者はホビイスト向けの雑誌を作りたいと考えていた。Ziff-Davis社は1927年に『ポピュラーアビエーション』誌を、1934年に『ポピュラーフォトグラフィー』誌を創刊していたが、「ポピュラーエレクトロニクス」という商標はガーンズバック出版社が持っていた。この商標は1943年から1948年まで『ラジオ＝クラフト』誌（『ラジオ＝エレクトロニクス』誌の前身）で使用されていた。Ziff-Davis社はこの商標を購入し、1954年10月号から『ポピュラーエレクトロニクス』誌を創刊した。
編集者や執筆者の多くは、Ziff-Davis社の両誌で働いていた。当初、オリバー・リードは『ラジオ&TVニュース』と『ポピュラーエレクトロニクス』の両方の編集者であった。リードは1956年6月に出版者に昇進した。オリバー・ペリー・フェレルが『ポピュラーエレクトロニクス』の編集者に就任し、ウィリアム・A・ストックリンが『ラジオ&TVニュース』の編集者になった。『ラジオ&TVニュース』では、ジョン・T・フライ(John T. Frye)が、架空の修理屋で店主のマックが他の技術者や顧客と交流するというコラムを書いており、そこで読者はラジオやテレビの修理技術を学ぶことができた。『ポピュラーエレクトロニクス』誌では、フライは、カールとジェリーという二人の男子高校生が冒険をしながら電子工学について学ぶというコラムを執筆した。
1954年までには、オーディオやラジオの電子工学キットを作る趣味が流行していた。ヒースキットをはじめとする多くのメーカーが、詳細な説明書付きの、全ての部品が含まれたキットを提供していた。『ポピュラーエレクトロニクス』創刊号の表紙には、ヒースキットのA-7Bオーディオアンプを組み立てているホビイストの写真が使われていた。『ポピュラーエレクトロニクス』誌では、個々のパーツを地元の電気店で購入したり、通信販売で購入したりして、ゼロから組み立てる電子工作プロジェクトが提供されていた。
初期の電子工作プロジェクトのほとんどは真空管を使用していた。まだトランジスタは高価で、一部のホビイストがようやく入手できるようになったばかりだった。1954年12月号に掲載されたレイセオンの小信号トランジスタ・CK722は3.50ドルもしたが、典型的な小信号真空管(12AX7)は0.61ドルだった。ルー・ガーナーは創刊号の特集記事で、自転車に乗せて使える電池式真空管ラジオについて執筆した。彼は1956年6月号から「トランジスタ・トピックス」というコラムを担当することになった。トランジスタはすぐに1ドル以下で購入できるようになり、『ポピュラーエレクトロニクス』にトランジスタを使用したプロジェクトが毎号掲載されるようになった。このコラムは1965年に「ソリッドステート」に改称され、1978年12月まで掲載された。

## 1962年の典型的な構成の例
1962年7月号は112ページ、編集者はオリバー・P・フェレル、月間発行部数は40万部だった。この雑誌には、"POP'tronics News Scope"（ポプトロニクス・ニュース・スコープ）という名の電子機器のニュースが1ページに渡って掲載されていた。2000年1月には後継誌がポプトロニクスに改名された。1960年代には、フォーセット出版社の『エレクトロニクス・イラストレーテッド』という競合誌があった。
表紙にはコナー社の15インチ白黒テレビキットが掲載されており、価格は135ドルだった。特集記事は、「近所の放射線レベルを追跡する」ための「放射線降下物モニター」だった（その年の10月にキューバ危機があった）。他には、水中温度を調べる「フィッシュ・ファインダー」、エレキギター用の「トランジスタ化トレモロ」、航空機の音を聞くための1管式VHF受信機などの製作記事があった。
市民バンド、アマチュア無線、BCLの連載コラムもあった。毎月、読者と保有する無線機器を紹介するコーナーもあった（なお、読者のほとんどは男性だった）。ルー・ガードナーの「トランジスタ・トピックス」は、新しいトランジスタ使用のFMステレオ受信機と、読者から投稿された回路を紹介していた。ジョン・T・フライのコラムでは、架空のキャラクターのカールとジェリーが、PHメーターを使って川の汚染の原因を突き止めていた。

## 執筆者とキット

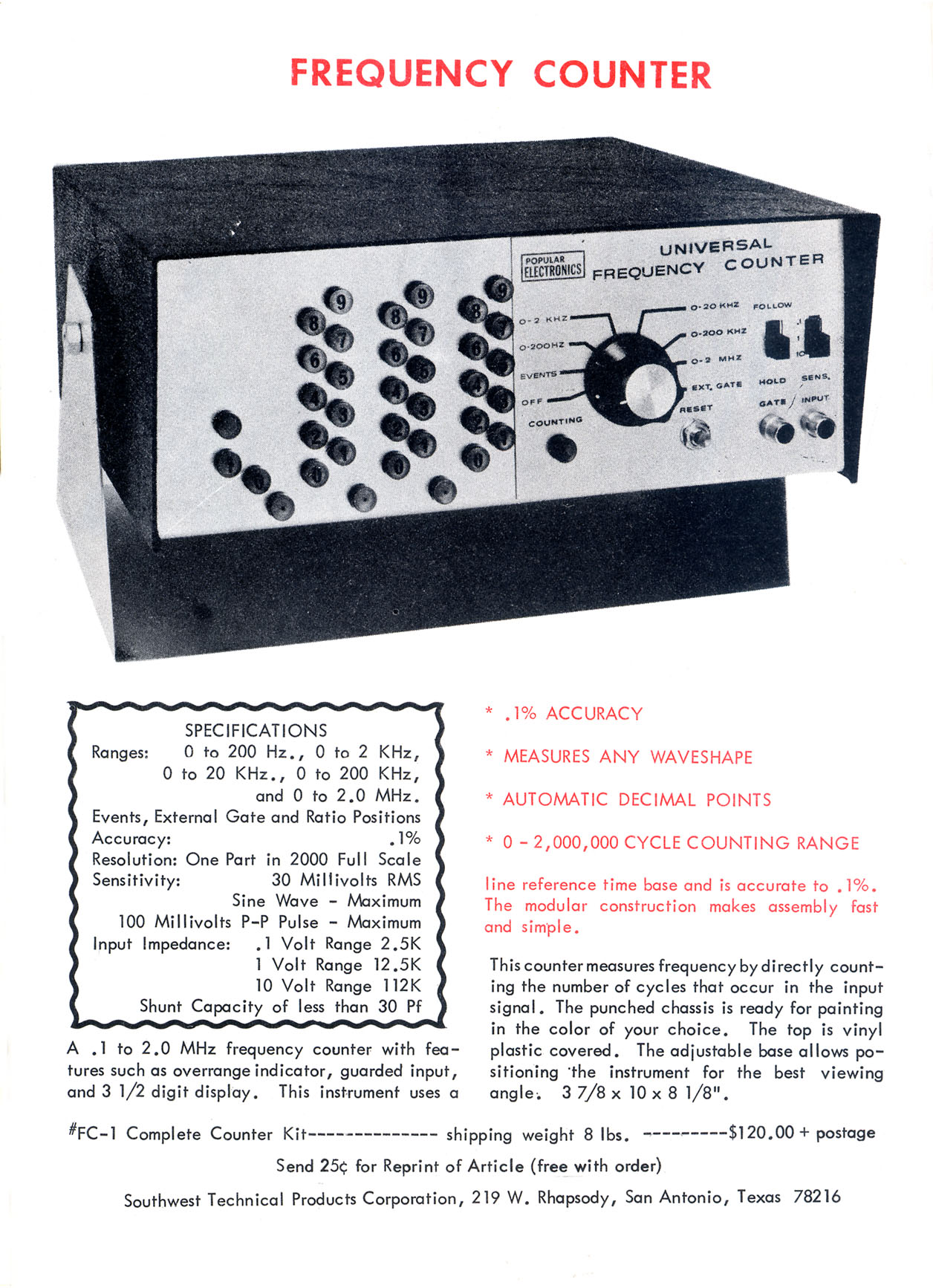
『ポピュラーエレクトロニクス』誌に掲載された、ドン・ランカスターが設計し、ダニエル・メイヤーのサウスウエスト・テクニカル・プロダクツ社が販売した周波数カウンターのキット

編集者のオリヴィエ・フェレルは，興味深い電子工作プロジェクトを寄稿してくれる執筆家たちを継続して開拓してきた。これらのプロジェクトは、『ポピュラーエレクトロニクス』のスタイルを何年にもわたって確立して行った。最も多作だったのは、ダニエル・メイヤーとドン・ランカスターの2人である。
ダニエル・"ダン"・メイヤーはサウスウェストテキサス州立大学を1957年に卒業し、テキサス州サンアントニオにあるサウスウエスト・リサーチ・インスティテュートの研究者となっていた。大学を卒業した頃から、彼はホビイスト向けの記事を書き始めた。初めての記事は『エレクトロニクスワールド』1960年5月号に掲載され、その後『ラジオ＝エレクトロニクス』誌では1962年10月と11月号の2号続けて表紙記事となった。『ポピュラーエレクトロニクス』1963年3月号では、彼が設計した超音波聴取装置が表紙を飾った。
ドン・ランカスターはラファイエット大学（1961年）とアリゾナ州立大学（1966年）を卒業した。1960年代には、音楽に合わせて色のついた照明を点灯させることが流行していた。このサイケデリックな照明は、半導体制御整流器（サイリスタ）の開発によって実現したものである。ランカスターが最初に発表した記事は、『エレクトロニクスワールド』1963年4月号に掲載された"Solid-State 3-Channel Color Organ"だった。彼はこの記事で150ドルの報酬を得た。
『ポピュラーエレクトロニクス』に掲載される電子工作プロジェクトは、1960年代初頭に真空管からトランジスタなどのソリッドステートへと変化した。真空管回路はソケット付きの金属シャーシを使用し、トランジスタ回路はプリント基板上で動作させるのがベストだった。これらの回路には、地方の電子部品店では入手しづらい部品が含まれていることが多かった。
メイヤーは、『ポピュラーエレクトロニクス』誌の読者向けの回路基板や部品の販売にビジネスチャンスを見出した。1964年1月、彼はサウスウエスト・リサーチ・インスティテュートを退職し、電子工作キットの会社、ダニエル・E・メイヤー・カンパニー(DEMCO)を設立した。彼はその後も記事の執筆を続け、テキサス州サンアントニオの自宅のガレージでキットの通信販売のビジネスを運営していた。1965年までには、彼はルー・ガーナーなどの他の執筆者が設計したキットも取り扱うようになった。1967年にはランカスターの"IC-67 Metal Locator"のキットを販売した。1967年初頭、彼は会社を自宅からサンアントニオの約1万2千平方メートルの敷地に建てた新しい建物に移転した。その年の秋に、社名をDEMCOからサウスウェスト・テクニカル・プロダクツ・コーポレーション(SWTPC)に変更した。
1967年の『ポピュラーエレクトロニクス』誌にはダン・メイヤーの記事が6本、ドン・ランカスターの記事が4本掲載されていた。その年の表紙記事のうち7つはSWTPC社が販売したキットが取り上げられていた。1966年から1971年の間にSWTPC社の執筆者は64本の記事を書き、ポピュラーエレクトロニクス誌で25回表紙を飾った（ドン・ランカスターだけで23本の記事を書き、表紙に10回掲載された）。『サンアントニオ・エクスプレス・ニュース』紙は1972年11月にSWTPC社の特集記事を掲載した。それには、「メイヤーはゼロから通販ビジネスを始め、6年間で100万ドル以上の売り上げを記録するまでになった」とある。同社はかつては、1,700平方メートルの建物から1日に100個のキットを出荷していた。
他の執筆者もSWTPC社の成功に気づいていた。MITS社の共同創設者であるフォレスト・ミムズは『クリエイティブ・コンピューティング』誌のインタビューで、『ポピュラーエレクトロニクス』1970年11月号の表紙に掲載された自身の発光ダイオードについての記事について、次のように語っている。

3月、私はポピュラーエレクトロニクス誌に、発光ダイオードに関する特集記事を初めて売り込みました。ある日の真夜中のミーティングで、私はサウスウエスト・テクニカル・プロダクツを真似て、ポピュラーエレクトロニクス誌のためにプロジェクトの記事を執筆してはどうかと提案しました。この記事は、プロジェクトのキット版の広告を無料で提供してくれるだろうし、その雑誌は、その記事を印刷するために私たちにお金を払ってくれるだろうと思ったのです!

1970年11月号には、フォレスト・ミムズとエド・ロバーツによる"Assemble an LED Communicator - The Opticon"（LED通信機「オプティコン」の組み立て）という記事が掲載されている。部品のキットは、ニューメキシコ州アルバカーキのMITS社に注文することができた。ポピュラーエレクトロニクス誌は、この記事の原稿料として400ドルを支払った。

## 『エレクトロニクスワールド』誌との合併
『ラジオ&テレビジョンニュース』誌は1959年に『エレクトロニクスワールド』(Electronics World)となっていたが、1972年1月に『ポピュラーエレクトロニクス』誌に統合された。このプロセスは1971年夏、長年にわたり編集者だったオリバー・P・フェレルに代わって、新しい編集者のミルトン・S・スニッツァーが就任したことから始まった。スニッツァーは、CBラジオやオーディオ機器など、広告の出稿が盛んなトピックに焦点を当てることにした。電子工作プロジェクトはもはや特集記事ではなく、それらは新製品のレビューに置き換えられた。編集の方向性の変化は、多くの執筆者を動揺させた。ダン・メイヤーはSWTPC社のカタログに、顧客に対して競合誌の『ラジオ＝エレクトロニクス』誌への切り替えを促す文章を掲載した。
ドン・ランカスター、ダン・メイヤー、フォレスト・ミムズ、エド・ロバーツ、ジョン・サイモントンなどの執筆者が『ラジオ＝エレクトロニクス』誌に移った。「ソリッドステート」のコラムニストだったルー・ガードナーでさえ、1年間『ラジオ＝エレクトロニクス』誌に移っていた。『ポピュラーエレクトロニクス』の技術編集者であったレス・ソロモンも、"B. R. Rogen"という偽名を使って『ラジオ＝エレクトロニクス』誌に6本の記事を書いていた。1972年と1973年には、『ポピュラーエレクトロニクス』が合併を進めて行く中で、最高の電子工作プロジェクトが『ラジオ＝エレクトロニクス』誌に登場した。この時代に生まれた次世代のパーソナルコンピュータは、『ラジオ＝エレクトロニクス』と『ポピュラーエレクトロニクス』の間のこの競争の恩恵を受けていた。

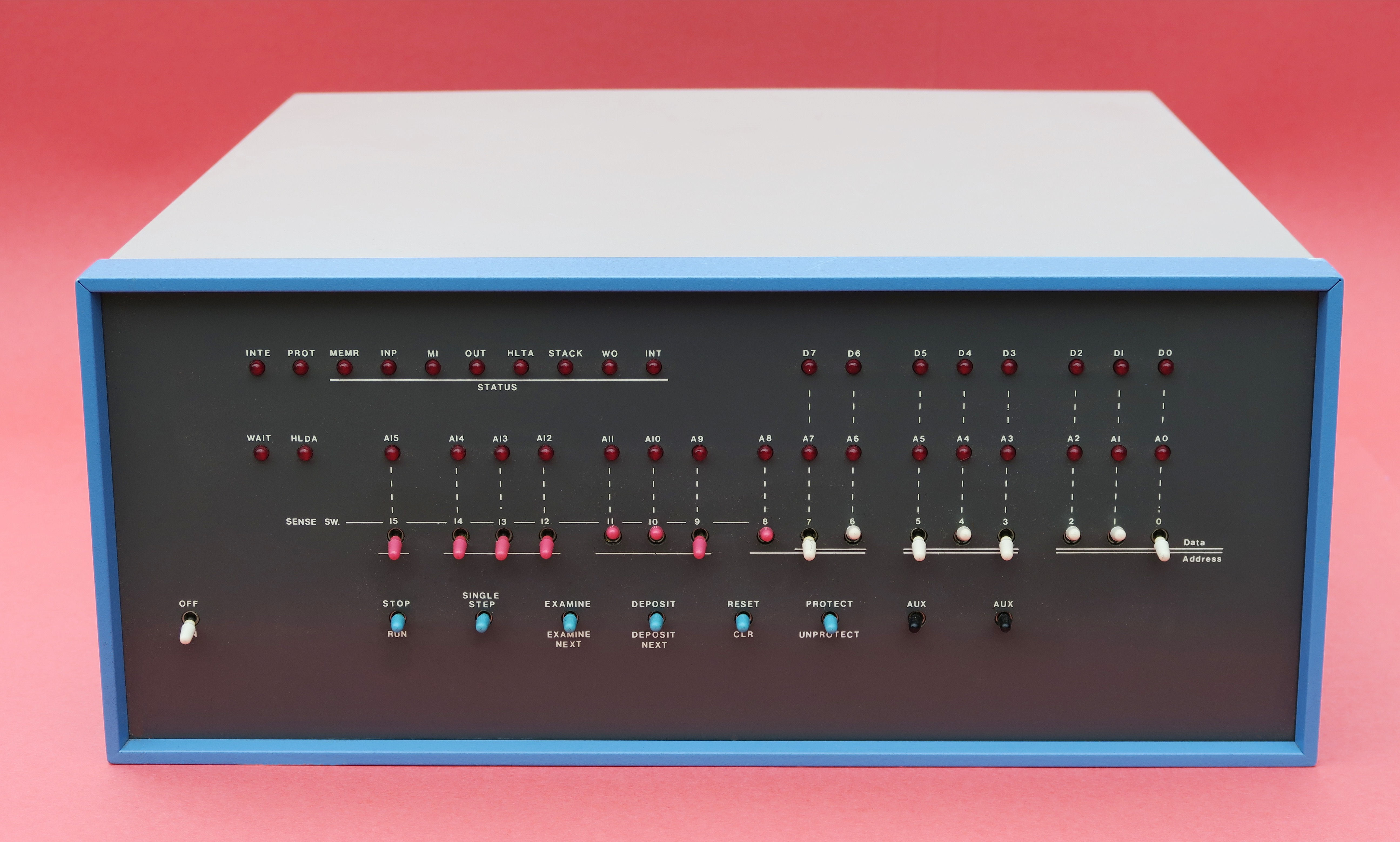
1975年1月に記事が掲載された事が契機となり普及したAltair 8800

1973年9月、『ラジオ＝エレクトロニクス』誌で、ドン・ランカスターが設計した低価格の端末であるTVタイプライターが発表された。1974年7月、『ラジオ＝エレクトロニクス』誌で、Intel 8008を使用したマイクロコンピュータ・Mark-8が発表された。『ポピュラーエレクトロニクス』の出版社は『ラジオ＝エレクトロニクス』誌の成功に注目し、1974年にはアーサー・P・サルスバーグが編集者に就任した。サルスバーグと技術編集者のレス・ソロモンは、電子工作プロジェクトの特集記事を復活させた。『ポピュラーエレクトロニクス』誌は、雑誌で特集するコンピュータのプロジェクトを探し、Intel 8080を使用したエド・ロバーツのAltair 8800を取り上げることにした。『ポピュラーエレクトロニクス』1975年1月号の表紙にAltairが掲載され、これがパーソナルコンピュータ革命の幕開けとなった。
最初の20年間は、ダイジェストサイズ（6.5インチ×9インチ）だった。表紙のロゴは、長方形のボックスにサンセリフの書体だった。表紙には大きなイメージの特集記事が掲載されていたが、通常は電子工作の構築記事が中心だった。1970年9月、表紙のロゴは下線付きのセリフ体に変更された。雑誌の内容、タイポグラフィ、レイアウトも更新された。1972年1月には、表紙のロゴに"including Electronics World"（『エレクトロニクスワールド』を含む）という文言が加えられ、巻数が1にリセットされた。2年後に"including Electronics World"の文言はなくなった。特集企画の大きな写真はなくなり、記事のテキストリストに置き換えられた。1974年8月、雑誌はより大きなレターサイズ（8.5インチ×11インチ）に変更された。これは、回路図などの図版を大きくしたり、印刷をオフセット印刷機に切り替えたりするほか、広告主からの広告ページを大きくしたいという要望に応えるためだった。長年目次に書かれていた"World's Largest Selling Electronics Magazine"（世界で最も売れている電子工学雑誌）というタグラインは表紙に移された。

## パーソナルコンピュータ

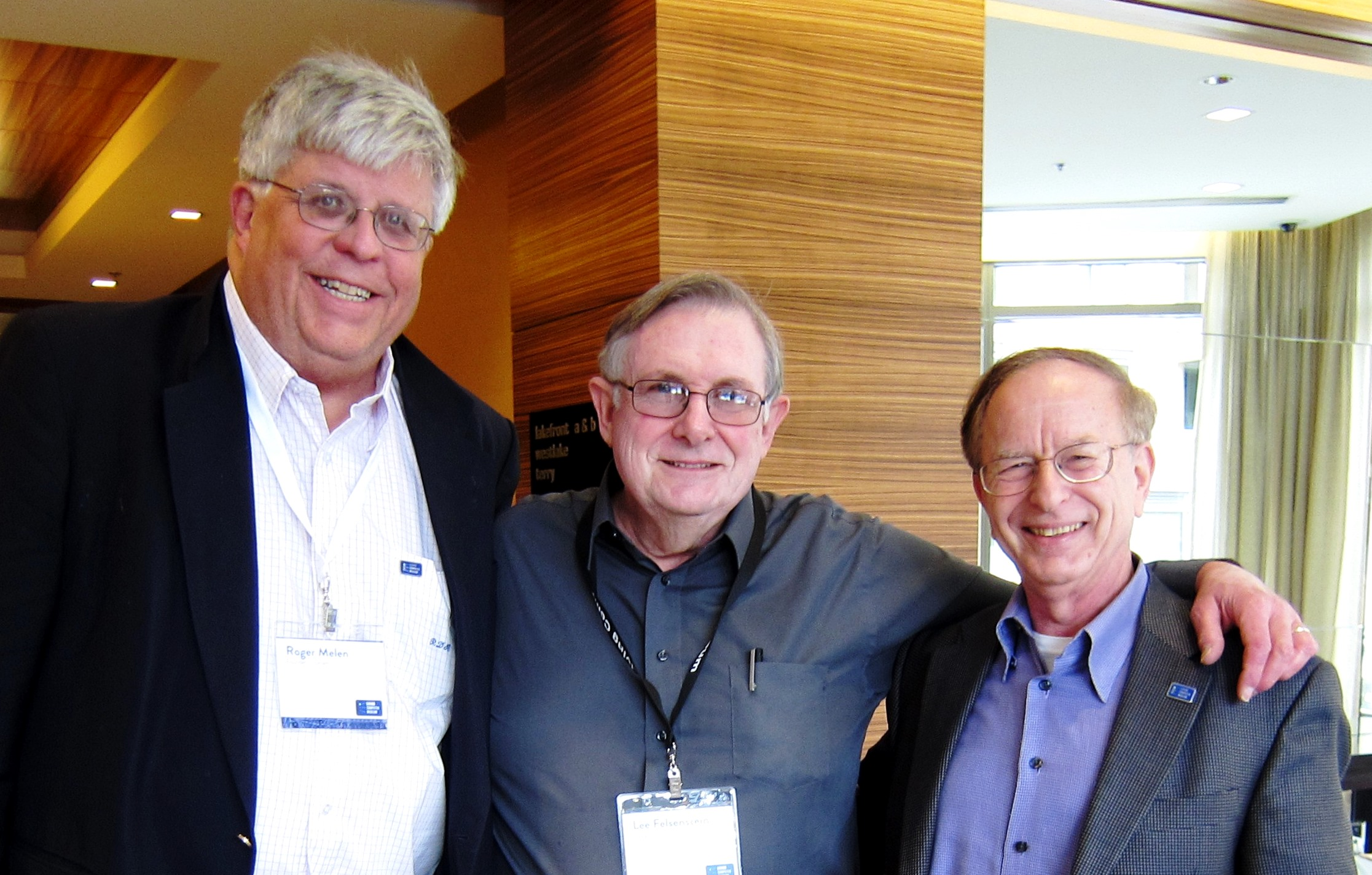
ロジャー・メレン、リー・フェルゼンスタイン、ハリー・ガーランド（2013年）。この3人は、『ポピュラーエレクトロニクス』誌に画期的なパーソナルコンピュータ製品を紹介した。メレンとガーランドのCyclopsとDazzler、フェルゼンスタインのペニーホイッスルモデムとSolである。

最初のパーソナルコンピュータはどのマシンだったのか、Altair 8800（1975年）、Mark-8（1974年）、Kenbak-1（1971年）にまで遡る議論がある。『ポピュラーエレクトロニクス』1975年1月号に掲載されたAltair 8800は、40万人ほどの読者の注目を集めた。それまでの家庭用コンピュータは、100台売れれば良い方だった。その中で、Altairは初年に数千台を販売した。1975年末までには、Altairの回路バス（後にS-100バスと名付けられ、IEEE規格として定められた）を使用したコンピュータキットや周辺機器を製造する企業が十数社にまでなっていた。
1975年2月号では、スタンフォード大学の3人の学生、テリー・ウォーカー、ハリー・ガーランド、ロジャー・メレンによる"All Solid-State TV Camera"（オール・ソリッドステート・テレビカメラ）が特集された。ここで紹介されたCyclopsカメラは、画像表示にオシロスコープを使用するように設計されていたが、記事ではAltairに接続することも可能であると言及している。すぐに彼らはAltaiを手に入れ、Cyclops用のインターフェイスを設計した。彼らはまた、Altair用のフルカラービデオディスプレイ"The TV Dazzler"も設計し、1976年2月号の表紙に掲載された。これがコンピュータメーカー・クロメンコの始まりであり、1983年には従業員数が500人を超えるまでに成長した。
1975年にはインターネットは存在しなかったが、タイムシェアリングコンピュータは存在した。端末とモデムがあれば、ユーザは大規模なマルチユーザコンピュータにアクセスすることができた。リー・フェルゼンスタインは、モデムや端末の廉価版をホビイストが利用できるようにしたいと考えていた。1976年3月号にはペニーホイッスルモデムが、1976年7月号には「インテリジェント端末SOL」が掲載された。プロセッサ・テクノロジー社が製作したSOLは、単なる端末ではなく実際にはAltair互換のコンピュータであり、当時最も成功したパーソナルコンピュータの1つとなった。
『ポピュラーエレクトロニクス』には、Altair 680、Speechlab音声認識ボード、COSMAC ELFなど、他にも多くのコンピュータの製作プロジェクトが掲載された。1975年9月にはコンピュータ専門誌『バイト』が創刊され、その後もコンピュータ雑誌の創刊が続いた。1977年末までには、Apple II、TRS-80、PET 2001などの組み立て済みのコンピュータが市場に出回っていた。コンピュータキットの製作は、組み立て済みのボードを差し込むことに取って代わられた。

## コンピュータ&エレクトロニクス
『ポピュラーエレクトロニクス』誌は、マイクロプロセッサやその他のプログラマブル・デバイスといった最新技術を使った製作記事が大半を占めるようになった。1982年11月、同誌は『コンピュータ&エレクトロニクス』(Computers & Electronics)に改称した。機器のレビューが増え、電子工作プロジェクトの記事は少なくなった。最後の主要プロジェクトの1つは、1983年7月と8月に発行されたApple II用の双方向アナログ/デジタル変換器だった。1983年末にアート・サルスバーグが退社し、セス・R・アルパートが編集長に就任した。アルパートは、電子工作プロジェクトの記事の掲載を中止し、ハードウェアとソフトウェアのレビューだけを掲載するようにした。1985年1月、フォレスト・ミムズがAltair 8800発売10周年記念の記事を書いたときには、発行部数は60万部近くに達していた。
1984年10月、元編集長のアート・サルスバーグが競合誌『モダンエレクトロニクス』を創刊した。編集者のアレクサンダー・W・ブラワと執筆者のフォレスト・ミムズ、レン・フェルドマン、グレン・ハウザーは『モダンエレクトロニクス』に移った。サルスバーグは、この新しい雑誌について次のように述べている。

電子機器やコンピュータのハードウェアの最新動向を学ぶことを楽しみにしているあなたのような愛好家を対象に、『モダンエレクトロニクス』は、電子機器やコンピュータの世界で何が新しいのか、これらの機器がどのように機能しているのか、どのように使用するのか、そして便利な電子機器の構築計画をあなたに紹介します。
『ポピュラーエレクトロニクス』誌を10年以上にわたって世話をしてきたことで、私のことを知っている人も多いでしょう。同誌は昨年、電子工学やコンピュータ製品の分野を流動的に行き来するアクティブな電子工学愛好家から距離を置くために、その名前と編集理念を変更しました。『モダンエレクトロニクス』は、ある意味で『ポピュラーエレクトロニクス』の当初のコンセプトを継承したものと言えるでしょう。

『コンピュータ&エレクトロニクス』誌は1985年4月を以て廃刊となった。この雑誌にはまだ60万人の読者がいたが、他のコンピュータ雑誌との激しい競争の結果、広告収入が横ばいとなっていた。

## Ziff-Davis社の売却
1953年、ウィリアム・バーナード・ジフ・ジュニアは、父親が心臓発作で亡くなったことをきっかけに、23歳で出版業界に身を投じた。1982年、彼は前立腺癌と診断されたため、14歳から20歳の3人の息子たちに出版社を経営したいかどうか尋ねたが、誰も経営したいとは答えなかった。彼は、一部の雑誌を売却することで財産をシンプルにしたいと考えていた。1984年11月、CBSが消費者部門を3億6,250万ドルで、ルパート・マードックがビジネス部門を3億5,000万ドルで買収した。
これにより、Ziff-Davisにはコンピュータ部門とデータベースの出版社(Information Access Company)が残り、これらの部門だけでは利益を上げることができなかった。彼は闘病に専念するために一旦休職した（彼は2006年に死去した）。彼が復帰したとき、彼はZiff-Davisを再建するためにPC MagazineやMacUserなどの雑誌に注力した。1994年、彼とその息子たちはZiff-Davis社を14億ドルで売却した。

## ガーンズバック出版社
『ポピュラーエレクトロニクス』というタイトルはガーンズバック出版社に売却され、1989年2月に同社の『ハンズオン・エレクトロニクス』誌が『ポピュラーエレクトロニクス』に改名された。この雑誌は、2000年1月に『エレクトロニクス・ナウ』誌（『ラジオ＝エレクトロニクス』誌の後身）と合併して『ポプトロニクス』(Poptronics)となった。2002年末にガーンズバック出版社は廃業し、『ポプトロニクス』誌は2003年1月号で廃刊となった。